# Skoki (województwo świętokrzyskie)
Skoki – wieś w Polsce położona w województwie świętokrzyskim, w powiecie kieleckim, w gminie Mniów.
| SIMC    | Nazwa  | Rodzaj    |
| ------- | ------ | --------- |
| 0992438 | Poręba | część wsi |

W latach 1975–1998 miejscowość położona była w województwie kieleckim.

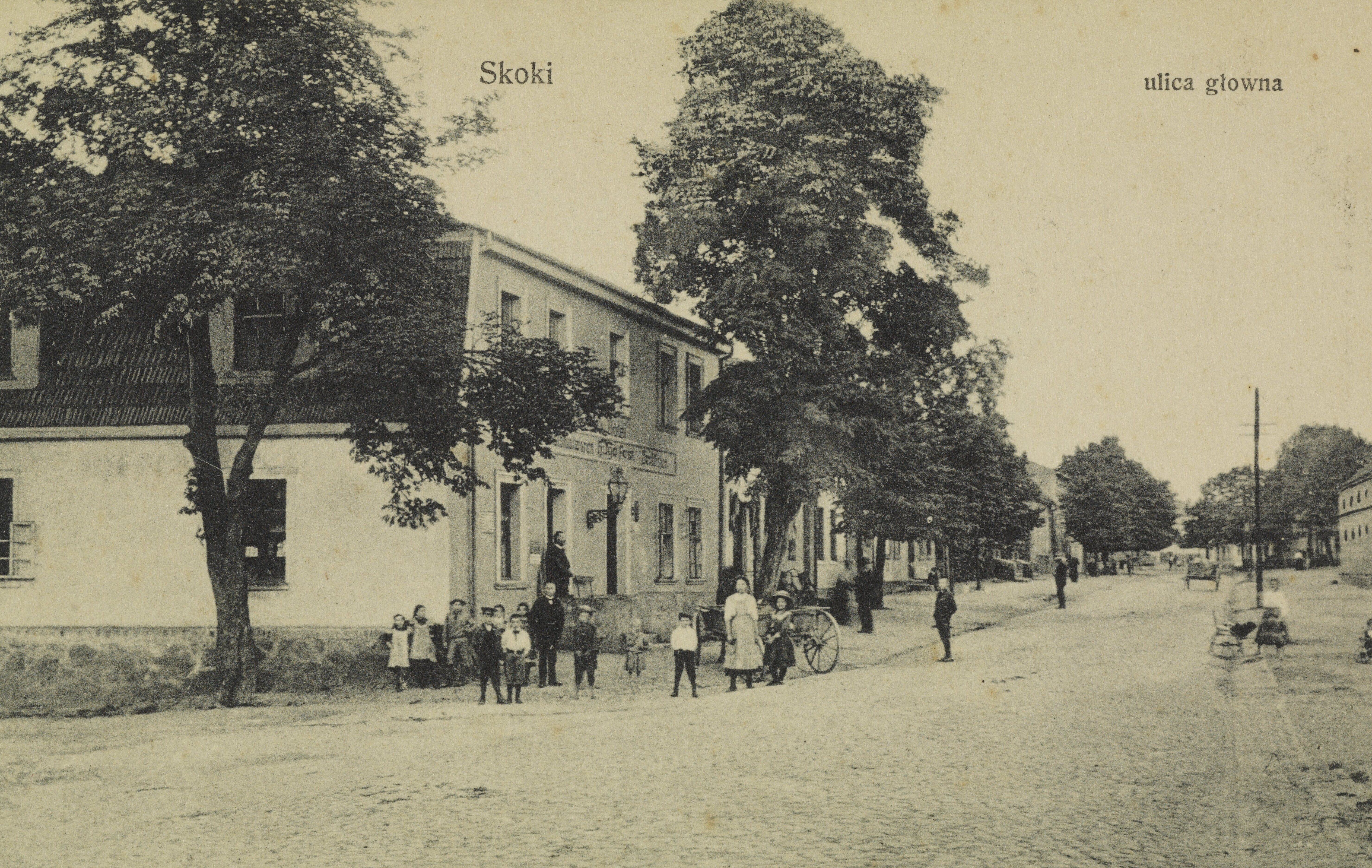
Główna ulica, 1906-1935